# Desmopresyna
Desmopresyna (DDAVP, łac. desmopressinum) – organiczny związek chemiczny, syntetyczny analog wazopresyny, naturalnego hormonu podwzgórzowego. Desmopresyna w porównaniu z wazopresyną ma silniejsze i dłuższe działanie antydiuretyczne oraz słabsze działanie wazopresyjne. Desmopresyna ma wpływ na hemostazę zwiększając stężenie krążącego czynnika VIII i czynnika von Willebranda, zwiększając aktywność tkankowego aktywatora plazminogenu w osoczu i nasilając fibrynolizę.

## Wskazania
- leczenie i diagnostyka moczówki prostej pochodzenia ośrodkowego (p.o., aerozol do nosa)
- leczenie pierwotnego izolowanego moczenia nocnego u chorych powyżej 5. roku życia (p.o., aerozol do nosa)
- ocena zdolności zagęszczania moczu przez nerki (p.o., aerozol do nosa)
- zapewnienie hemostazy podczas wykonywania niewielkich zabiegów chirurgicznych lub diagnostycznych u chorych z łagodną postacią hemofilii A lub łagodną-umiarkowaną postacią choroby von Willebranda (s.c., i.m., i.v.)
- wielomocz i polidypsja (wskazanie niezarejestrowane w Polsce)
- leczenie uzupełniające podczas farmakoterapii solami litu (wskazanie niezarejestrowane w Polsce).

## Przeciwwskazania
- polidypsja w przebiegu choroby alkoholowej
- hiponatremia
- niewydolność krążenia
- ciężkie zaburzenia gospodarki wodno-elektrolitowej